# Esch, Bernkastel-Wittlich
Esch là một đô thị ở huyện Bernkastel-Wittlich, trong bang Rheinland-Pfalz, Đô thị Esch, Bernkastel-Wittlich có diện tích 2,29 km², dân số thời điểm ngày 31 tháng 12 năm 2006 là 415 người.